# Szabadság téri bankrablás
A Szabadság téri bankrablás a két világháború közötti időszak egyik legsúlyosabb magyarországi bűncselekménye volt. 1934 utolsó napján egy bűnözőkből szerveződött csoport megkísérelt kirabolni egy Szabadság téren álló bankfiókot. A mészárlásba torkoló rablást a fiók egyik ügyfele szakította meg, aki megfutamította a támadókat. A támadók zsákmány nélkül kényszerültek menekülni. A bűnüldöző szervek egy napnál kevesebb idő alatt elfogták a bűnszervezet tagjait.

## Felkészülés a rablásra
Szepesi László és Radovics László autószerelők 1934 februárjában szabadultak egy két hónapos börtönbüntetésből, amelyet autólopásért kaptak. (A Városligetben akartak elkötni egy várakozó kocsit, de elfogták őket) Szepesi és Radovics László már korábban is követtek el rablásokat. A börtönben ismerkedtek meg Tari Nándor asztalostanonccal, akinek szintén volt autószerelői tapasztalata. A három férfi szabadulásuk után is kapcsolatban maradt és közösen kezdtek bűncselekmények megtervezésébe. Szepesi szabadulása után elhelyezkedett az autóimporttal foglalkozó Nemzetközi Gépkereskedelmi Részvénytársaságnál. A bankrablások ötletét Tari Nándor vetette fel, ő szerzett fegyvereket is, amelyekkel a bankrablásokat bonyolítani akarták. A csoport első akciójára 1934. május 15-én a budapesti Klauzál utcában került sor, ám a csoport zsákmány nélkül volt kénytelen távozni. November 22-én a Bank utcából mindössze 2000 pengőt sikerült elrabolni, a november 30-i Széchenyi utcai rablás szintén kudarccal végződött. A csoportnak nem szegte kedvét a kudarc, újabb akciókra készültek.
A bűnözők választása a budapesti Szabadság téren álló, a Tőzsdepalotával szomszédos és nagy forgalmat bonyolító Pesti Magyar Kereskedelmi Bank fiókjára esett. A rablásra való felkészülés egy lényeges pontja 1934. december 28-a volt, amikor a banditák egy külterületen kipróbálták a fegyvereiket. Azt is eldöntötték, hogy a támadást december 31-én a délelőtti órákban kell elkövetni, mivel ilyenkor a fizetések felvételéhez a bankok nagyobb mennyiségű készpénzt küldtek fiókjaikba. A rabláshoz autót is szereztek, amelyet a legjobb vezetői tudással rendelkező Szepesi vezetett. A bank kirablásának tényleges feladatát Radovicsra és Tarira osztották. A rajtaütés előtti órákban Buda hegyvidéki területein elmaszkírozták magukat, hogy a rablás során ne legyenek felismerhetőek.

## A rablás

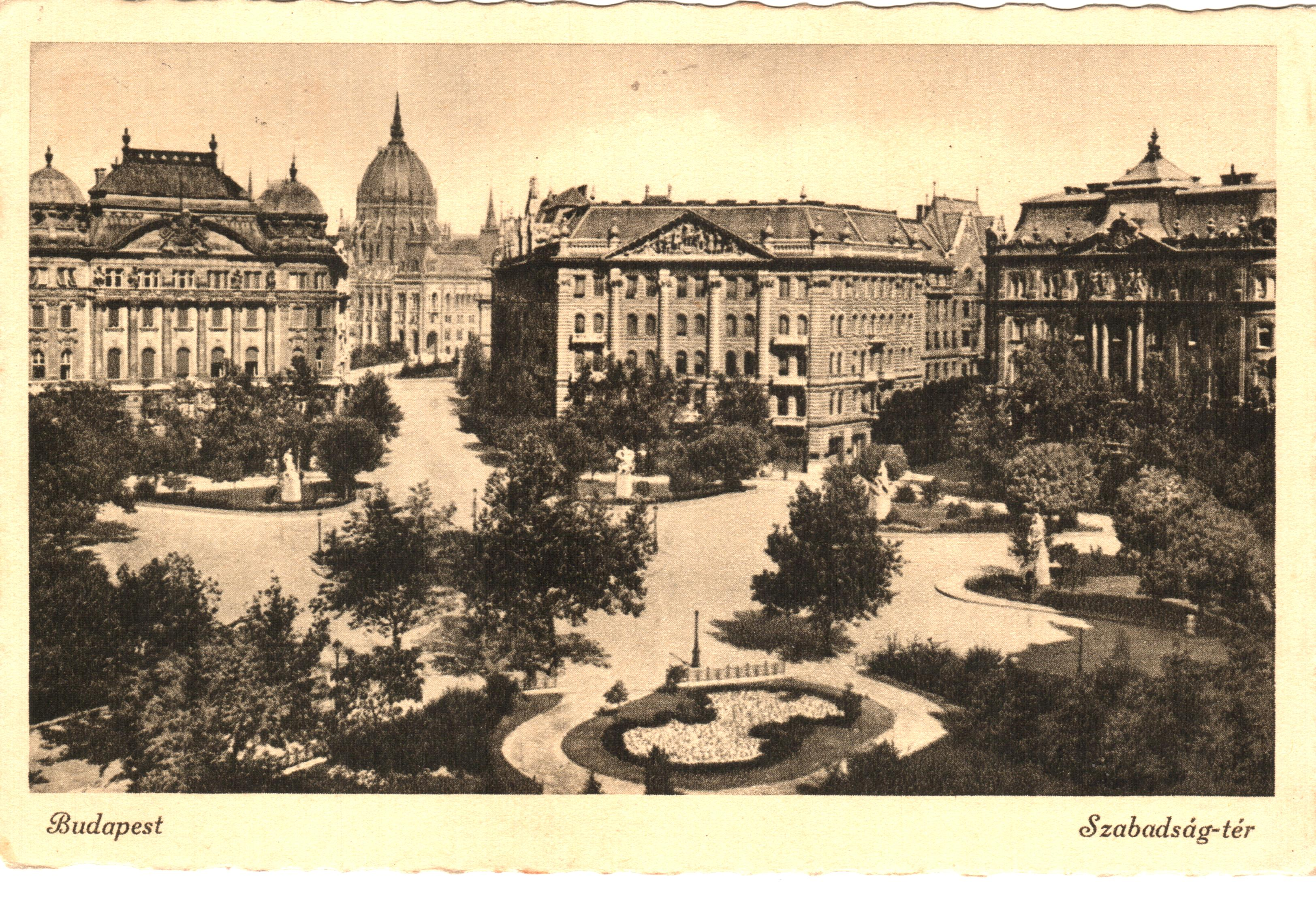
A Szabadság tér fél évtizeddel később. A rablók a bal oldali épületet támadták meg.

1934. december 31-én délelőtt a trió autóval érkezett a bankhoz. A két-két pisztollyal felszerelt Radovics és Tari a fiókba mentek, Szepesi pedig az autónál maradt. A bankfiókba belépő Tari és Szepesi előbb úgy tettek, mintha beállnának az ügyeiket intézők közé, majd a pénztárfülkékhez érve hangosan felkiáltottak: „Bankrablás, fel a kezekkel!”, illetve „Mindenki távozzon a helyéről, mert lövök!”. Az ezután következő mintegy fél percben elszabadult a pokol. A rablók tüzet nyitottak és a banki dolgozók irányába célzott lövéseket adtak le. A pénztárfülkében ülő Jójárt Gézát több lövés is érte, a férfi utolsó erejével a bank üvegajtajához ment, azon keresztülesve kizuhant az épület előtt futó járdára és meghalt, esetleg így próbálva figyelmeztetni az utcán járókat arra, mi megy a bankban. A két rabló mindeközben folyamatosan lőtte a fiókban tartózkodókat, akik közül többet meg is sebesítettek. Az alkalmazottak menekülését látva Radovics megpróbált beugrani a pénztárfülkébe, ám ekkor a rablás menetében váratlan fordulat állt be. Az egyik oszlop mögött a világháborús veterán Szalay Miklós rejtőzött. Szalay az Országos Gyermekvédő Liga főkönyvelője volt és a Liga munkatársainak béréért érkezett a fiókba. A nagyobb összegek felvételekor Szalay mindig fegyvert hordott magánál, így volt ez a rablás napján is. Már a sorban állás ideje alatt kiszúrta a két bankrablót, még a rablás megkezdése előtt egy oszlop mögé húzódott és elővette táskájába rejtett pisztolyát. Szalay Miklós pont akkor lépett elő az oszlop mögül, amikor Radovics megpróbált átmászni a pénztárfülkét védő rácson. A főkönyvelő tüzet nyitott a rablókra és Radovicsot el is találta a jobb lapockáján. A bankrablók annyira meglepődtek Szalay közbelépésétől, hogy menekülőre fogták, kifelé indultak a fiókból. A bank ajtajában Tari egy egykori tanulótársával, Benyák Józseffel találta szembe magát, aki pénzt váltani érkezett a fiókba. Tari megrémült, hogy egykori tanonctársa felismeri, ezért a férfit szinte gondolkozás nélkül agyonlőtte.
A bankból kirohanó társakat Szepesi László várta autóval. A két rabló beült az autóba, még leadtak egy lövést az őket megállítani akaró taxisofőrre, majd Szepesi gázt adott és elhajtottak. A tűzharc utolsó lövését egy Mocsai Géza nevű közelben tartózkodó autószerelő adta le a menekülő bankrablókra. Mocsai ügyesen célzott, lövése az autó karosszériáját átütve eltalálta Radovics csuklóját. A bankrablókat ez nem akadályozta meg abban, hogy kereket oldjanak. A helyszínen több könnyebb sérült mellett két halott és két életveszélyesen megsérült áldozat maradt. (Az egyik sebesült banktisztviselő három nap múlva belehalt sebeibe, így a rablás mérlege három halott volt.)

## Menekülés, lebukás és per
A rablók elmenekültek a tett helyszínéről. A helyszínt elhagyva a Svábhegyre mentek, ahol átöltöztek és megpróbálták bekötözni a sérült Radovics sebeit, ám csak leragasztani tudták azokat.
A rendőrök nagy erőkkel szálltak ki a Szabadság térre. Az akció helyszínén tartózkodó tanúknak feltűnt a rablókat menekítő autó vezetőjének a korszakban szokatlan vezetői tudása, így a rendőrök kezdettől fogva autóvezetéssel szoros kapcsolatban álló személyt kerestek. A nyomozók körbejárták a környékbeli garázsokat, a Nemzetközi Gépkereskedelmi Részvénytársaságnál pedig jelezték számukra, hogy az ott foglalkoztatott Szepesi László aznap nem ment be dolgozni. A rendőrök a lakóhelyén keresték fel Szepesit, aki bűnözői múltja miatt eleve gyanús volt a rendőröknek, ezért a rablót bevitték a rendőrségre. Tari nem törődve a kockázattal felszállt a Szepesiéket szállító villamosra és szemeivel jelezte Szepesinek, hogy kész agyonlőni a detektíveket. Szepesi azonban leintette Tarit és jelezte, hogy szerinte csak egy régebbi autólopási ügye miatt kísérik be a rendőrök. Tari így végül leszállt a villamosról és eltűnt. A rendőrségre beszállították Szepesi ismert barátait, Radovicsot és Tari Nándort is. A nyomozóknak a rendőrségen feltűnt, hogy Radovics tétován, esetlenül mozog. Levetkőztették, testén megtalálták Szalay Miklós és Mocsai Géza lövéseinek nyomait. Radovics lelepleződése után bevallotta a rabláskísérlet és a gyilkosságok elkövetését. A rendőrök hamarosan elfogták Tari Nándort is, a három bankrabló pedig beismerte a korábbi rajtaütéseket is.
A rablókat alig másfél hónappal később bíróság elé állították. A tárgyalások során mindhárom bűnöző a többiekre nézve terhelő vallomást tett, saját szerepüket kisebbíteni igyekeztek. Az első fokon eljáró Budapesti Büntetőtörvényszék előtt Tari bűnösnek vallotta magát. Vallomásában azt állította, hogy lövéseiket úgy irányították, hogy ne legyenek sebesültek, a lövöldözéssel pusztán meg akarták rémíteni és együttműködésre bírni az alkalmazottakat. A Büntetőtörvényszék 1935. február 16-án hozott ítéletet. Radovicsot két ember, Tarit egy ember meggyilkolásában találták bűnösnek, ezért mindkettőjüket halálra ítélték. Bár nem vett részt a lövöldözésben és a gyilkosságokban, de szervezői és felbujtói szerepe miatt halálos ítéletet mondtak ki Szepesi Lászlóra is. A másodfokon eljáró Ítélőtábla 1935 júniusában tartotta az ügy tárgyalását és egyetlen nap alatt jóvá is hagyta a halálos ítéleteket. A harmadfokon eljáró Kúria a halálos ítéleteket november végén tárgyalta és jóváhagyta azokat.
A három bűnözőt 1936. január 22-én a reggeli órákban a Gyűjtőfogház udvarán kivégezték.